# Vitbukig myrfågel
Vitbukig myrfågel (Myrmeciza longipes) är en fågel i familjen myrfåglar inom ordningen tättingar.

## Utbredning och systematik
Vitbukig myrfågel delas in i fyra underarter:
- Myrmeciza longipes panamensis – förekommer i östra Panama och norra Colombia
- Myrmeciza longipes longipes – förekommer nordöstligaste Colombia och norra Venezuela samt Trinidad
- Myrmeciza longipes boucardi – förekommer i Colombia (övre Magdalena Valley från Cundinamarca till Huila)
- Myrmeciza longipes griseipectus – förekommer från sydöstra Colombia till södra Venezuela, Guyana och nordöstra Brasilien

## Status och hot
Arten har ett stort utbredningsområde, men tros minska i antal, dock inte tillräckligt kraftigt för att den ska betraktas som hotad. Internationella naturvårdsunionen IUCN listar arten som livskraftig (LC). Beståndet uppskattas till i storleksordningen en halv miljon till fem miljoner vuxna individer.